# Alice Cucini
Alice Cucini (1870-1949, Milan) est une contralto italienne qui a mené une carrière très riche à l'opéra en Europe et en Amérique du Sud entre 1891 et 1915. Elle est particulièrement associée au rôle de Dalila dans Samson et Dalila de Camille Saint-Saëns, qu'elle a chanté sur de nombreuses scènes internationales.

## Biographie
Cucini a fait ses débuts professionnels à l'opéra en 1891 au Teatro San Carlo de Naples en chantant le rôle de Lola dans Cavalleria rusticana, un rôle qu'elle a repris plus tard cette année-là au Teatro Costanzi de Rome. Elle a passé les années suivantes à chanter dans toute l'Italie, y compris des productions à Trieste, Milan, Venise et Florence. En 1897, elle chante le rôle de Dalila dans Samson et Dalila de Camille Saint-Saëns au Teatro Regio de Turin avec un grand succès. Cucini est devenue particulièrement associée à ce rôle et a joué dans de nombreuses productions au cours des quatorze années suivantes, notamment au Teatro Comunale de Bologne (1899), Teatro Donizetti de Bergame (1900), Teatro Regio de Parme (1902), Teatro Colón (1910), et quelques représentations du rôle en Espagne.
Le 6 septembre 1897, Alice Cucini crée à Venise le rôle-titre de l'opéra La Falena d'Antonio Smareglia sur un livret de Silvio Benco, et sous la direction de Gialdino Gialdini,.
En 1898, Cucini voyage en Russie où elle chante dans plusieurs opéras à Saint-Pétersbourg et incarne le rôle de Gertrude dans Hamlet d'Ambroise Thomas à Odessa. En 1901 et 1902, elle chante au Teatro Colón de Buenos Aires et au Théâtre Solís de Montevideo, interprétant notamment Amneris dans Aida et Azucena dans Il Trovatore, deux opéras de Giuseppe Verdi. C'était le début d'une carrière fructueuse en Amérique du Sud qui a duré jusqu'en 1910. En 1903, Cucini a fait une longue tournée en Amérique du Sud avec la célèbre soprano Haricléa Darclée. Au cours des sept années suivantes, elle a fait de fréquentes apparitions dans des opéras et des concerts dans les grandes villes d'Amérique du Sud. Sa dernière saison sur ce continent date de 1910 et se déroule principalement au Teatro Colón. Cette année-là, elle chante notamment le rôle-titre dans La Vestale de Gaspare Spontini et en première mondiale d'Il Battista de Giocondo Fino (it) aux côtés d'Adelina Agostinelli et Giuseppe De Luca.
Après 1910, Cucini a passé le reste de sa carrière à chanter dans les grands opéras italiens. Au cours des quatre dernières années de sa carrière, le seul grand opéra italien dans lequel elle n'est pas apparue était La Scala. Elle s'est retirée de la scène peu de temps après le déclenchement de la Première Guerre mondiale. Elle a passé ses dernières années dans la maison de repos pour musiciens âgés que Verdi avait donnée à la ville de Milan. Elle y est morte en 1949 après une longue maladie

## Enregistrements
Parmi la première génération de musiciens à être enregistrée, sa voix est conservée sur certains des tout premiers disques Zonophone jamais réalisés (1900), certains enregistrements Pathé de 1902, et certains enregistrements HMV réalisés en 1906 et 1910.
disque 78 tours GRAMOPHONE MONARCH RECORD Ø 300 mm étiquette rouge 053079 II matrice 600 c titre : non conosci il bel suol opéra comique MIGNON auteur Ambroise THOMAS accompagnement orchestre Carlo SABAINO Milano
- The great Mezzosopranos - Elisa Bruno; Alice Cucini; Armida Parsi-Pettinella; Elisa Petri; Virginia Guerrini; Gaetano Donizetti (Compositeur) Giacomo Meyerbeer (Compositeur) Vincenzo Bellini (Compositeur) The italian school 1902 à 1930 CD album Paru le 15 juin 2009 (OCLC 53979210)
- Opera Arias - Naxos Digital Services Ltd., [2011] (OCLC 847811223) WORKS OF: Bellini, Vincenzo / Berlioz, Hector / Bizet, Georges / Boito, Arrigo / Delibes, Leo / Faure, Jean-Baptiste / Gounod, Charles-Francois / Isouard, Nicolo / Massenet, Jules / Meyerbeer, Giacomo / Mozart, Wolfgang Amadeus / Ponchielli, Amilcare / Puccini, Giacomo / Reyer, Ernest / Rouget de Lisle, Claude-Joseph / Saint-Saens, Camille / Verdi, Giuseppe / Wagner, Richard. PERFORMERS: Studio conductor (conductor) ; Studio orchestra ; Studio pianist (piano) / Wermez, Giulietta (soprano) / Magini-Coletti, Antonio (baritone) / Plancon, Pol (bass) / Wulman, Paolo (bass) / Mastio, Catherine (soprano) / Ackte, Aino (soprano) / Delmas, Jean-Francois (bass-baritone) / Fugere, Lucien (baritone) / Agussol, Pauline (soprano) / Laffitte, Leon (tenor) / Silvestri, Bice (soprano) / Caron, Rose (soprano) / Melchissedec, Leon (baritone) / Cucini, Alice (contralto) / De Negri, Giovanni Battista (tenor) / Rossi, Giulio (vocals) / Wilmant, Tieste (baritone)
- O Mio Fernando. La Favorita 78 tr/min - Zonophone X-1581 [19--] (OCLC 81359966)
- Canzone Boema. Carmen (chanté en français) dir Sabaino - 78 tr/min -  Gramophone 053123 (BNF 37889519)
- Scena Delle Carte. Carmen 78 tr/min - Zonophone X-1582 [19--] (OCLC 82760780)
- Avanera. Carmen ; with Cori della Scala, directed by Aristide Venturi, and orchestra, conducted by Carlo Sabaino. 78 tr/min - Gramophone Concert Record [1907] (OCLC 894508450)
- Voce Di Donna O D'angelo. La Gioconda 78 tr/min - Zonophone [19--] X-1586 (OCLC 78178148)
- Stride La Vampa. Il Trovatore 78 tr/min - Zonophone [19--] (OCLC 84234152)
- Ai nostri monti. Il Trovatore avec Fortunio Sancovy 78 tr/min
- Condotta ell'era in cepi. Il Trovatore  dir Sabaino 78 tr/min Gramophone 053120 [1907]
- Non Conosci Il Bel Suol. Mignon 78 tr/min - Zonophone [19--] (OCLC 82129563)
- Légères hirondelles. (en italien) Mignon avec Giulio Rocci 78 tr/min - Zonophone
- Mignon 78 tr/min - Gramophone 053079 (BNF 45480343) - Zonophone X-1583
- O Aprile Foriero. Sansone e Dalila 78 tr/min - Zonophone [19--] (OCLC 82252778)
- S'apre per te. Sansone e Dalila 78 tr/min - Zonophone X-1579 [19--]
- Aria della mendicante. Le Prophète 78 tr/min - Zonophone X-1580
- Ortrud! Wo bist du? (en italien). Lohengrin avec Emilia Corsi
- Agnus Dei. Bizet Zonophone X-1585 [19--]

## Critiques
- « La Cucini [...] ha una voce molto piacevole e a mio giudizio canta molto bene » - Arturo Toscanini[5]

## Liens connexes
- The EMI Record of Singing